# Corrado (calciatore)
 Corrado (fl. XX secolo) è stato un calciatore italiano, di ruolo attaccante.
Era chiamato anche Corrado II.

## Carriera
Disputa 8 gare con un gol nel Casale nel campionato di Prima Divisione 1922-1923.